# Дюкс, Пьер
Пьер Дюкс (фр. Pierre Dux; 21 октября 1908[…], Париж — 1 декабря 1990[…], Париж) — французский актёр.

## Биография
Пьер Дюкс родился 21 октября 1908 года в Париже. Его мать, Эмильенн Дюкс (фр.) тоже была актрисой. Первым громким успехом на театральной сцене стала роль Фигаро в пьесе Бомарше «Севильский цирюльник» в 1929 году. В 1938 году Пьер Дюкс, Фернан Леду (фр.) и Альфред Адам (фр.) открыли театральную студию на верхнем этаже театра «Пигаль» (фр.).
С 1935 года до ухода в 1945 году был сосьетером «Комеди Франсез», а в 1944-1945-м и в 1970-1979-м годах — управляющим директором этого театра. В период с 1971 по 1979 год руководил театром «Одеон». Во время Второй мировой войны был мобилизован. Благодаря активному участию в Битве за Францию и движении Сопротивления в период оккупации награждён Военным крестом.
С 1953 по 1956 год преподавал в Национальной консерватории драматического искусства в Париже, среди его выпускников такие известные актёры как: Жан Рошфор, Жан-Поль Бельмондо, Клод Риш, Пьер Вернье, Екатерина Самье.
За период с 1932 по 1990 год играл различные роли во многих фильмах и телесериалах.
Он был избран членом Академии изящных искусств в 1978 году.
Незадолго до своей смерти в 1990 году Пьер Дюкс удостоен премии Мольера за лучшую мужскую роль в спектакле «Где-то в этой жизни» по пьесе Исраэля Горовица.

## Фильмография
| Год  |   | Русское название            | Оригинальное название            | Роль                          |
| ---- | - | --------------------------- | -------------------------------- | ----------------------------- |
| 1932 | ф | Брак мадемуазель Бюлеман    | Le Mariage de Mlle Beulemans     | Альбер Дельпьер               |
| 1938 | ф | Возвращение на заре         | Retour à l'aube                  | Карл Аммер                    |
| 1946 | ф | Дело об ожерелье королевы   | L'affaire du collier de la reine | Калиостро                     |
| 1946 | ф | Родина                      | Patrie                           | Йонас                         |
| 1947 | ф | Шуаны                       | Les Chouans                      | комендант Юло                 |
| 1947 | ф | Месье Венсан                | Monsieur Vincent                 | канцлер Сегье                 |
| 1954 | ф | Апрельская рыбка            | Poisson d'avril                  | Гастон Прево, любовник Аннет  |
| 1955 | ф | Большие манёвры             | Les Grandes Manoeuvres           | полковник Оливье              |
| 1961 | ф | Любите ли вы Брамса?        | Goodbye Again                    | Флери                         |
| 1961 | ф | Знаменитые любовные истории | Amours célèbres                  | Тальма                        |
| 1962 | ф | День и час                  | Le Jour et l’heure               | инспектор Марбоз              |
| 1966 | ф | Горит ли Париж?             | Paris brûle-t-il?                | Сера (Александр Пароди)       |
| 1969 | ф | Дзета                       | Z                                | генерал                       |
| 1970 | ф | Тайна фермы Мессе           | La horse                         | следователь                   |
| 1975 | ф | Специальное отделение       | Section spéciale                 | генеральный прокурор Каваррок |
| 1980 | ф | Троих надо убрать           | Trois Hommes A Abattre           | Эмериш                        |
| 1988 | ф | Чтица                       | La Lectrice                      | судья                         |